# D'or Fischer
D'or Anthony Fischer (Filadelfia, 12 ottobre 1981) è un ex cestista statunitense naturalizzato israeliano, che giocava nel ruolo di centro e ala grande.

## Carriera

### College
Fischer ha giocato prima nella squadra di pallacanestro della Northwestern State University, passando poi alla West Virginia University, giocando per i West Virginia Mountaineers.

### Professionista
Fischer ha iniziato la sua carriera nel basket professionista nel 2005 nell'Anwil Włocławek, giocando nella lega polacca e prendendo parte alla ULEB Cup. Nel 2006 ha poi lasciato la Polonia per giocare 26 partite nella NBA D-League con il Roanoke Dazzle. 
Finita la stagione, Fischer è approdato nel campionato tedesco, firmando per l'EWE Baskets Oldenburg, chiudendo la stagione 2006-07 come miglior stoppatore del campionato, con una media di 2,6 stoppate a partita, che vanno sommati a 11,6 punti e 6,6 rimbalzi per ogni match.
Fischer passa poi alla formazione belga del Bree BBC con la quale arriva in finale di campionato e riesce a vincere il titolo di MVP della stagione.
La stagione successiva Fischer firma un contratto biennale con il Maccabi Tel Aviv, con il quale vince subito il campionato e nella stagione successiva la coppa di Israele.
A luglio 2010 Fischer firma un contratto per due stagione con il Real Madrid.
La sua avventura in maglia Real dura solo una stagione, infatti nell'agosto 2011 Fischer firma un contratto annuale con il Bilbao Basket, con cui chiude la stagione segnando 8.35 punti a partita, oltre a 5,45 rimbalzi e 1.9 stoppate di media.
La stagione successiva Fischer firma per il Basketbol'nij klub Donec'k, squadra del campionato ucraino.
Il 27 settembre 2013 Fischer firma con i Washington Wizards., venendo però svincolato il 16 ottobre dello stesso anno.
A novembre 2013 Fischer torna in Europa firmando un contratto fino al termine della stagione con il Brose Baskets. A fine stagione viene inserito nel All-Basketball Bundesliga First Team.
Il 2 agosto 2014 Fischer firma un contratto annuale con l'UNICS Kazan.
Il 15 luglio 2015 Fischer firma per due stagione per l'Hapoel Gerusalemme.

## Palmarès

### Squadra
- Campionato israeliano: 1

Maccabi Tel Aviv: 2008-09
- Coppa di Israele: 1

Maccabi Tel Aviv: 2009-10

### Individuale
- Pro Basketball League MVP: 1

Bree: 2007-08